# حبيل المخسة (لودر)

تعديل مصدري - تعديل

حبيل المخسة هي إحدى قرى عزلة زارة بمديرية لودر التابعة لمحافظة أبين، بلغ تعداد سكانها 236 نسمة حسب تعداد اليمن لعام 2004.